# The Germ of Mystery
The Germ of Mystery è un cortometraggio muto del 1916 diretto da William Robert Daly. Prodotto dalla Selig, il film aveva come interpreti Guy Oliver, Fritzi Brunette, Frank Clark, Lillian Hayward, Frederick Freeman.

## Trama
Il dottor Comstock mostra a Letitia Daniels e alla signora Bennington un pericoloso ragno Karakut, originario della Mongolia, il cui morso è mortale. Clifford Ainsley, il socio di Daniels, il padre di Letitia, è innamorato della ragazza e la chiede in moglie, ma lei lo respinge, convinta che Ainsley voglia sposarla solo per impossessarsi di una formula segreta a cui sta lavorando suo padre. Nella notte, Daniels muore in modo misterioso e, sulla scena del delitto, viene convocato un detective scientifico che scopre che a uccidere lo scienziato è stato il morso di un ragno Karakut, la qual cosa converge tutti i sospetti sul dottor Comstock. Letitia trova tonnellate di materiale potenzialmente esplosivo nella sala di miscelazione della fabbrica di suo padre. Temendo la combustione spontanea se i materiali non verranno miscelati, scende nel laboratorio per prepararli, ma viene aggredita da un misterioso individuo. Legata e imbavagliata, le vengono attaccati dei fili elettrici che dovranno provocare, a una data ora, una scintilla che farà esplodere tutto il materiale. Il detective e il dottor Comstock arrivano alla fabbrica e trovano la ragazza legata e indifesa. Riescono a fermare l'infernale dispositivo giusto in tempo per evitare l'esplosione. Il responsabile viene arrestato: si tratta del maggiordomo, a capo, in realtà di una cellula terroristica legata a interessi che volevano la formula segreta. L'uomo era stato smascherato per merito della signora Berrington che aveva consegnato al detective un documento che lo comprometteva e che liberava da ogni sospetto, così, il dottor Comstock.

## Produzione
Il film fu prodotto dalla Selig Polyscope Company.

## Distribuzione
Distribuito dalla General Film Company, il film - un cortometraggio in tre bobine - uscì nelle sale cinematografiche statunitensi il 14 agosto 1916.